# Perameles bougainville
Perameles bougainville là một loài động vật có vú trong họ Peramelidae, bộ Peramelemorphia. Loài này được Quoy & Gaimard mô tả năm 1824.

## Hình ảnh

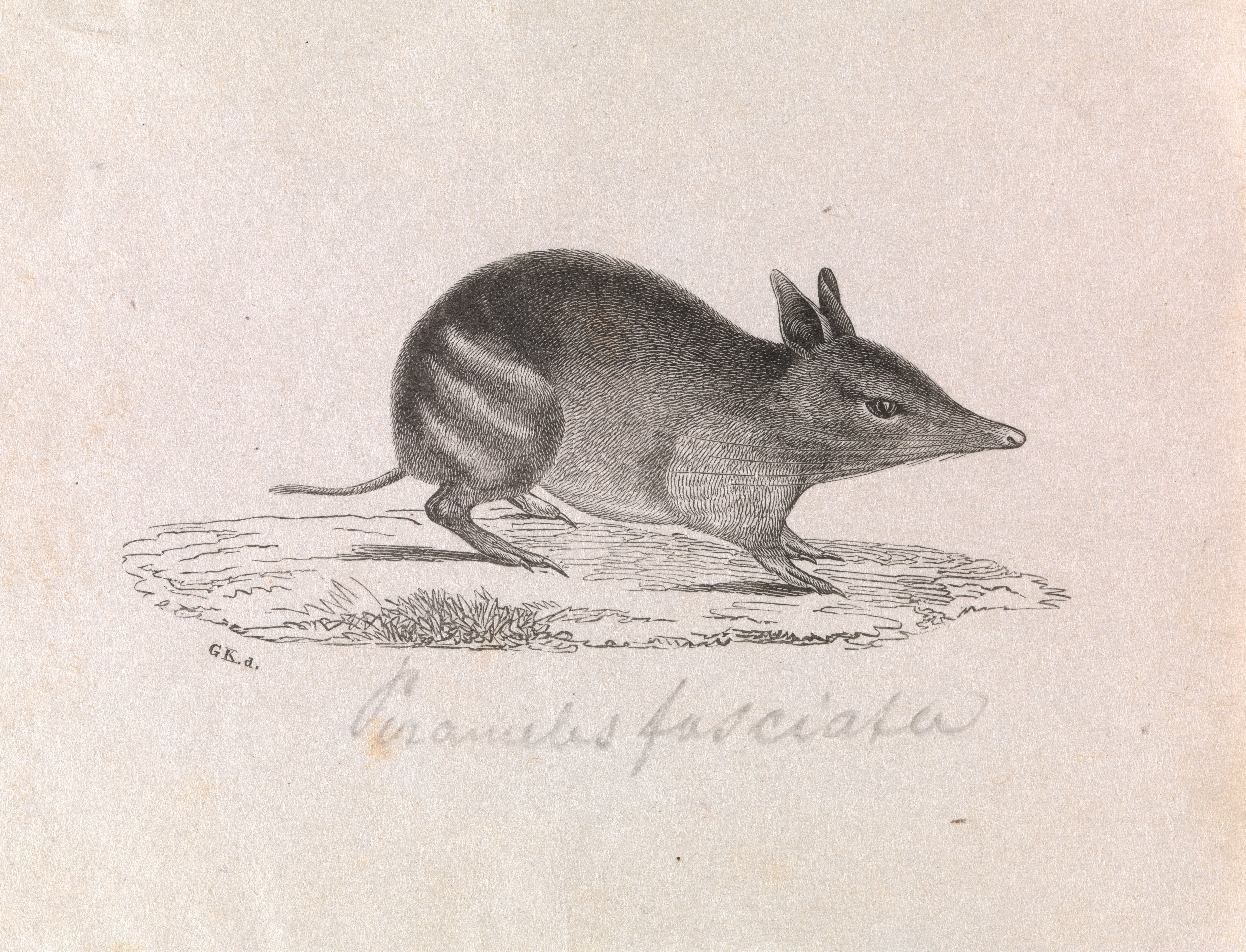